# Splanchnopleura
Splanchnopleura – zespół tkanek embrionalnych składający się z warstwy trzewnej mezodermy płytek bocznych i endodermy ją pokrywającej. Po przeciwległej stronie jamy ciała leży somatopleura.